# Sylvia Brownrigg
Sylvia Brownrigg (* 16. Dezember 1964 in Mountain View, Santa Clara County, Kalifornien) ist eine US-amerikanische Schriftstellerin und Literaturkritikerin. Sie ist in Kalifornien und in Oxford, England aufgewachsen. Brownrigg hat einen Abschluss in Philosophie der Yale University und schreibt regelmäßig Kritiken und Rezensionen für The Guardian, The Times Literary Supplement und im New York Newsday. Sie lebt in London.

## Werke (Auswahl)
- Ten Women who Shook the World. Ten Stories. Victor Gollancz, London 1997, ISBN 0-575-06490-0.
- The Metaphysical Touch. A Novel. Victor Gollancz, London 1998, ISBN 0-575-06653-9.
  - Keusch wie Eis. Roman. Alexander Fest Verlag, Berlin 1999, ISBN 3-8286-0079-4.
- Pages for You. A Novel. Picador Books, London 2001, ISBN 0-330-48461-3.
  - Geschrieben für Dich. Roman. Verlag Krug & Schadenberg, Berlin 2005, ISBN 3-930041-45-6.
- The Delivery Room. Picador Books, London 2006, ISBN 0-330-44242-2.
- The Morality Tale. A Novel. Counterpoint Press, Berkeley, Calif. 2008, ISBN 978-1-58243-404-9.

als Juliet Bell
- Kepler's Dream. New York, NY : G.P. Putnam’s Sons, 2012